# Hangul
Hangul (i Sydkorea) eller chosŏn'gŭl (i Nordkorea) alternativt urigul (både i Nord- och Sydkorea) är ett alfabetiskt (fonematiskt) skriftsystem som används för att skriva koreanska. Mellan 2009 och 2012 gjordes också försök att göra det till den officiella skriften för det lilla indonesiska språket Cia-Cia. Det utmärker sig genom att grafemens utseende till stor del motiverats av fonetisk särdragsanalys.
Hangul används för att skriva koreanska i både Nordkorea och Sydkorea, men i vissa sammanhang kompletteras det i Sydkorea fortfarande med hanja, det vill säga inlånade kinesiska tecken. I Nordkorea skrivs koreanska enbart med hangul.
Hangul består av 24 tecken, varav 14 är konsonanter och 10 är vokaler.

## Historia

En sida från Hunmin Jeongeum Haerye, i vilken principerna för hangul först förklarades.

Koreanska skrevs ursprungligen helt med kinesiska tecken. Hangul kungjordes på 1400-talet av Sejong den store, den fjärde kungen av Joseon. Det fanns behov av ett sådant system för att öka läskunnigheten av kinesiska tecken med hjälp av dessa tecken som uttalsangivelser. Just detta syfte gav skriften den pejorativa termen onmun (vulgär skrift) av de Silhak-lärda som satt kvar in på 1900-talet då det moderna namnen hangul myntades av fonetikern Chu Sigyong
Från början skrevs hangul, likt kinesiska, i vertikala rader uppifrån och ner, från höger till vänster. Kalligrafer skriver fortfarande på detta sätt ibland men för praktiska ändamål skrivs hangul nu horisontellt från vänster till höger. Bokstäverna samlas ihop i stavelser, som maximalt består av en inledande konsonant, en vokal(kombination) och en avslutande konsonant. Om ingen konsonant finns före vokalen används ett stumt konsonanttecken.

## Transkribering
Vid transkribering av koreanska används flera olika system. I Nordkorea används officiellt McCune-Reischauersystemet och i Sydkorea används sedan 2002 officiellt  reviderade romaniseringen.

## Vokaler
Följande 21 vokaler finns i skriften:
- 10 enkla vokaler, 5 lodräta ㅏㅓㅣㅑㅕ och 5 vågräta ㅗㅜㅡㅛㅠ
- 11 diftonger: 4 lodräta ㅐㅒㅔㅖ och 7 våg- och lodräta ㅘㅙㅚㅝㅞㅟㅢ

Transkription:
| ㅏ | ㅓ | ㅣ | ㅑ | ㅕ  | ㅗ | ㅜ | ㅡ | ㅛ | ㅠ | ㅐ | ㅒ  | ㅔ | ㅖ | ㅘ | ㅙ  | ㅚ | ㅝ | ㅞ | ㅟ | ㅢ |
| a  | eo | i  | ya | yeo | o  | u  | eu | yo | yu | ae | yae | e  | ye | wa | wae | oe | wo | we | wi | ui |

De med dubbla små streck har som synes ett extra y före.

## Konsonanter
- 14 enkla konsonanter: ㄱㄴㄷㄹㅁㅂㅅㅇㅈㅊㅋㅌㅍㅎ
- 5 dubbelskrivna konsonanter: ㄲㄸㅃㅆㅉ
- 11 konsonantpar: ㄳㄵㄶㄺㄻㄼㄽㄾㄿㅀㅄ

Transkription:
| ㄱ  | ㄴ | ㄷ | ㄹ  | ㅁ | ㅂ | ㅅ | ㅇ  | ㅈ | ㅊ | ㅋ | ㅌ | ㅍ | ㅎ |  |
| g/k | n  | d  | l/r | m  | b  | s  | ng* | j  | ch | k  | t  | p  | h  |  |

* ㅇ är stumt och utelämnas i transkriptionen om det står först i stavelsen.

## Stavelseblock

Han-gul

Tecknen skrivs ihop i stavelser som består av en vokal och ett till fyra konsonanttecken. 
- Man använder alltid ett startkonsonanttecken, det stumma ㅇ, något av de 13 andra enkla konsonanterna eller de 5 dubbelskrivna.
- Det finns också alltid ett vokaltecken per stavelse, som det finns 21 stycken av.
- Man har noll till två slutkonsonanttecken, antingen inget, eller något av de 14 enkla konsonanter (där ㅇinte är stumt utan betecknar ng-ljud), eller 2 konsonanter, något av de 11 par som finns definierade, eller också ㄲ eller ㅆ.

Dessa tre element kombineras till en stavelse, olika beroende på vilken vokal det är och om det är någon slutkonsonant.
Om det inte är någon slutkonsonant, någon av följande:
| start kons | vo- kal |

| startkons |
| vokal     |

| startkons | vok 2 |
| vokal 1   | vok 2 |

Om det är en slutkonsonant eller två, någon av följande:
| start kons | vokal |
| slutkons   |       |

| startkons |
| vokal     |
| slutkons  |

| initial  | vokal 2 |
| vokal 1  | vokal 2 |
| slutkons |         |

Exempel:
| Seoul 서울 | Seoul 서울 | Seoul 서울 | Seoul 서울 | Seoul 서울 |  | Hangul 한글 | Hangul 한글 | Hangul 한글 | Hangul 한글 | Hangul 한글 | Hangul 한글 |  | Pyongyang 평양 | Pyongyang 평양 | Pyongyang 평양 | Pyongyang 평양 | Pyongyang 평양 | Pyongyang 평양 | Pyongyang 평양 | Pyongyang 평양 |
| ㅅ         | ㅓ         | ㅇ         | ㅜ         | ㄹ         |  | ㅎ          | ㅏ          | ㄴ          | ㄱ          | ㅡ          | ㄹ          |  | ㅍ             | ㅕ             | ㅇ             | ㅇ             | ㅑ             | ㅇ             |                |                |
| s          | eo         | -          | u          | l          |  | h           | a           | n           | g           | eu          | l           |  | p              | yeo            | ng             |                | ya             | ng             |                |                |

## Källhänvisningar
1. 1 2 3  Rosén, Staffan. ”Koreanska”. Nationalencyklopedin. http://www.ne.se/uppslagsverk/encyklopedi/lång/koreanska. Läst 23 januari 2017.
2. ↑  ”Hangul”. Encyclopædia Britannica. https://www.britannica.com/topic/Hangul-Korean-alphabet. Läst 23 januari 2017.